# Estructura disipativa
Las estructuras disipativas constituyen la aparición de estructuras coherentes, autoorganizadas en sistemas alejados del equilibrio. Se trata de un concepto de Ilya Prigogine, que recibió el Premio Nobel de Química «por una gran contribución a la acertada extensión de la teoría termodinámica a sistemas alejados del equilibrio, que sólo pueden existir en conjunción con su entorno».
El término estructura disipativa busca representar la asociación de las ideas de orden y disipación. El nuevo hecho fundamental es que la disipación de energía y de materia, que suele asociarse a la noción de pérdida y evolución hacia el desorden, se convierte, lejos del equilibrio, en fuente de orden.

## Inestabilidad de Bénard
El ejemplo clásico utilizado por Prigogine para las estructuras disipativas es la «inestabilidad de Bénard» (véase Cellules_de_Bénard en fránces). Se trata de una capa horizontal de líquido que tiene una diferencia de temperatura entre la superficie superior e inferior producto de que esta última es calentada. Existe por tanto un gradiente de temperatura, al estar la base más caliente que la superficie, que produce la conducción de calor de abajo hacia arriba. La inestabilidad se produce cuando el gradiente sobrepasa cierto límite. En este caso el transporte de calor por conducción –colisión entre partículas— se ve aumentado por un transporte por convección, en el que las moléculas participan de un movimiento colectivo. Se forman vórtices que distribuyen la capa líquida en «celdas» de agua. La probabilidad calculada de que este fenómeno se produzca espontáneamente es prácticamente nula, lo que contradice los resultados experimentales ilustrando la necesidad de incorporar las estructuras disipativas a la teoría.

## Lejos del equilibrio
Lejos del equilibrio, la materia se comporta de forma diferente a las regiones cercanas al equilibrio. Las nociones de no linealidad, fluctuación, bifurcación y autoorganización son fundamentales: es el dominio de las estructuras disipativas, las que se encuentran en el origen de los estudios de sistemas complejos.
En un lenguaje vulgar, una estructura disipativa, sería la encargada de permitir alcanzar un cierto orden (muchas veces asociado al mero orden biológico) a expensas de un aporte continuo de energía externa al sistema. De ahí, que se le asocia al no equilibrio, pues origina condiciones que no son alcanzables espontáneamente, pero a las que sí se llegan, y mantienen en equilibrio, si cíclicamente se le incorpora energía. Se dice que tales sistemas concluyen en un «equilibrio estacionario».
Ilya Prigogine en uno de sus más célebres libros, de título ¿Tan sólo una ilusión?, que consta de una antología de diez ensayos (elaborados entre 1972 y 1982) en los que el autor habla con especial ahínco sobre este nuevo estado de la materia: las estructuras disipativas, asegurando que con estos novedosos conceptos se abre un «nuevo diálogo entre el hombre y la naturaleza».